# Coppa Italia 2021-2022 (hockey su pista femminile)
La Coppa Italia 2021-2022 è stata la 19ª edizione della principale coppa nazionale italiana di hockey su pista femminile. La competizione ha avuto inizio 21 novembre 2021 e si è conclusa il 17 aprile 2022.
Il trofeo è stato conquistato dal Valdagno per la seconda volta nella sua storia.

## Squadre partecipanti
- Agrate Brianza
- Amatori Modena
- Forte Versilia Roller
- Roller Matera
- Rotellistica Scandianese
- Valdagno
- Pro Vercelli-Trino

## Risultati

### Fase a gironi

#### Girone A
| Squadra            | Pt | G | V | N | P | GF | GS | DG  |
| ------------------ | -- | - | - | - | - | -- | -- | --- |
| Valdagno           | 6  | 2 | 2 | 0 | 0 | 16 | 3  | +13 |
| Amatori Modena     | 3  | 2 | 1 | 0 | 1 | 11 | 4  | +7  |
| Agrate Brianza     | 0  | 2 | 0 | 0 | 2 | 0  | 20 | -20 |
| Pro Vercelli-Trino | -  | - | - | - | - | -  | -  |     |

| Agrate Brianza 21 novembre 2021 | Agrate Brianza | 0 – 8 | Amatori Modena | Centro Sportivo Santa Caterina |

| Valdagno 28 novembre 2021 | Valdagno | 21 – 0 | Pro Vercelli-Trino | Palalido |

| Montale Rangone 5 dicembre 2021 | Amatori Modena | 3 – 4 | Valdagno | Palaroller |

| Montale Rangone 19 dicembre 2021 | Amatori Modena | 22 – 0 | Pro Vercelli-Trino | Palaroller |

| Agrate Brianza 21 novembre 2021 | Agrate Brianza | 0 – 12 | Valdagno | Centro Sportivo Santa Caterina |

| Vercelli 27 febbraio 2022 | Pro Vercelli-Trino | – | Agrate Brianza |  |

#### Girone B
| Squadra                  | Pt | G | V | N | P | GF | GS | DG  |
| ------------------------ | -- | - | - | - | - | -- | -- | --- |
| Roller Matera            | 6  | 2 | 2 | 0 | 0 | 14 | 1  | +13 |
| Rotellistica Scandianese | 3  | 2 | 1 | 0 | 1 | 8  | 9  | +3  |
| Forte Versilia Roller    | 0  | 2 | 0 | 0 | 2 | 0  | 16 | -16 |

| Scandiano 21 novembre 2021 | Rotellistica Scandianese | 1 – 6 | Roller Matera | PalaRegnani |

| Forte dei Marmi 8 dicembre 2021 | Versilia Forte | 0 – 8 | Rotellistica Scandianese | PalaForte |

| Matera 12 dicembre 2021 | Roller Matera | 8 – 0 | Versilia Forte | PalaTenda |

### Finale
| Valdagno 17 aprile 2022                | Valdagno       | 5 – 5 (d.t.s.) | Roller Matera | Palalido |
| \| \| \| \| \| \| Shootout 3 – 2 \| \| |                |                |               |          |
|                                        |                |                |               |          |
|                                        | Shootout 3 – 2 |                |               |          |